# 7038 Tokorozawa
7038 Tokorozawa eller 1995 DJ2 är en asteroid i huvudbältet som upptäcktes den 22 februari 1995 av de båda japanska astronomerna Naoto Satō och Takeshi Urata vid Chichibu-observatoriet. Den är uppkallad efter det japanska staden Tokorozawa.
Asteroiden har en diameter på ungefär 14 kilometer och den tillhör asteroidgruppen Themis.